# Останній шлях Кобзаря (монета)
«Оста́нній шлях Кобзаря́» — пам'ятна монета номіналом 5 гривень, випущена Національним банком України, присвячена 150-й річниці з дня смерті та перепоховання українського поета і художника Тараса Шевченка.
Монету введено в обіг 29 квітня 2011 року. Вона належить до серії «Українська спадщина».

## Опис монети та характеристики
| Номінал грн. | Метал      | Маса, г | Діаметр, мм | Якість виготовлення       | Гурт     | Тираж, штук |
| ------------ | ---------- | ------- | ----------- | ------------------------- | -------- | ----------- |
| 5            | нейзильбер | 16,54   | 35,0        | спеціальний анциркулейтед | рифлений | 35 000      |

### Аверс
На аверсі монети вгорі розміщено круговий напис «НАЦІОНАЛЬНИЙ БАНК УКРАЇНИ», розділений навпіл зображенням малого державного герба України. На центральному секторі монети розміщено зображення пам'ятника, встановленого на могилі Тараса Шевченка, з правого боку від якого розміщено рядки з вірша «Заповіт» та факсиміле поета:
У нижній частині монети з правого боку розміщено стилізоване зображення Дніпра, над яким знаходиться емблема Монетного двору НБУ; з лівого боку — зазначено номінал монети та рік її карбування.

### Реверс
На реверсі у центрі з лівого боку розміщено барельєфний портрет Тараса Шевченка, який містився на хресті на Чернечій горі після перепоховання; з правого — стилізоване зображення схеми маршруту тіла з Санкт-Петербурга до Канева. У верхній частині монети праворуч розташований круговий напис «ОСТАННІЙ ШЛЯХ КОБЗАРЯ»; ліворуч у три рядки розміщено дати  «8 - 22/ ТРАВНЯ/ 1861 РОКУ».

## Автори

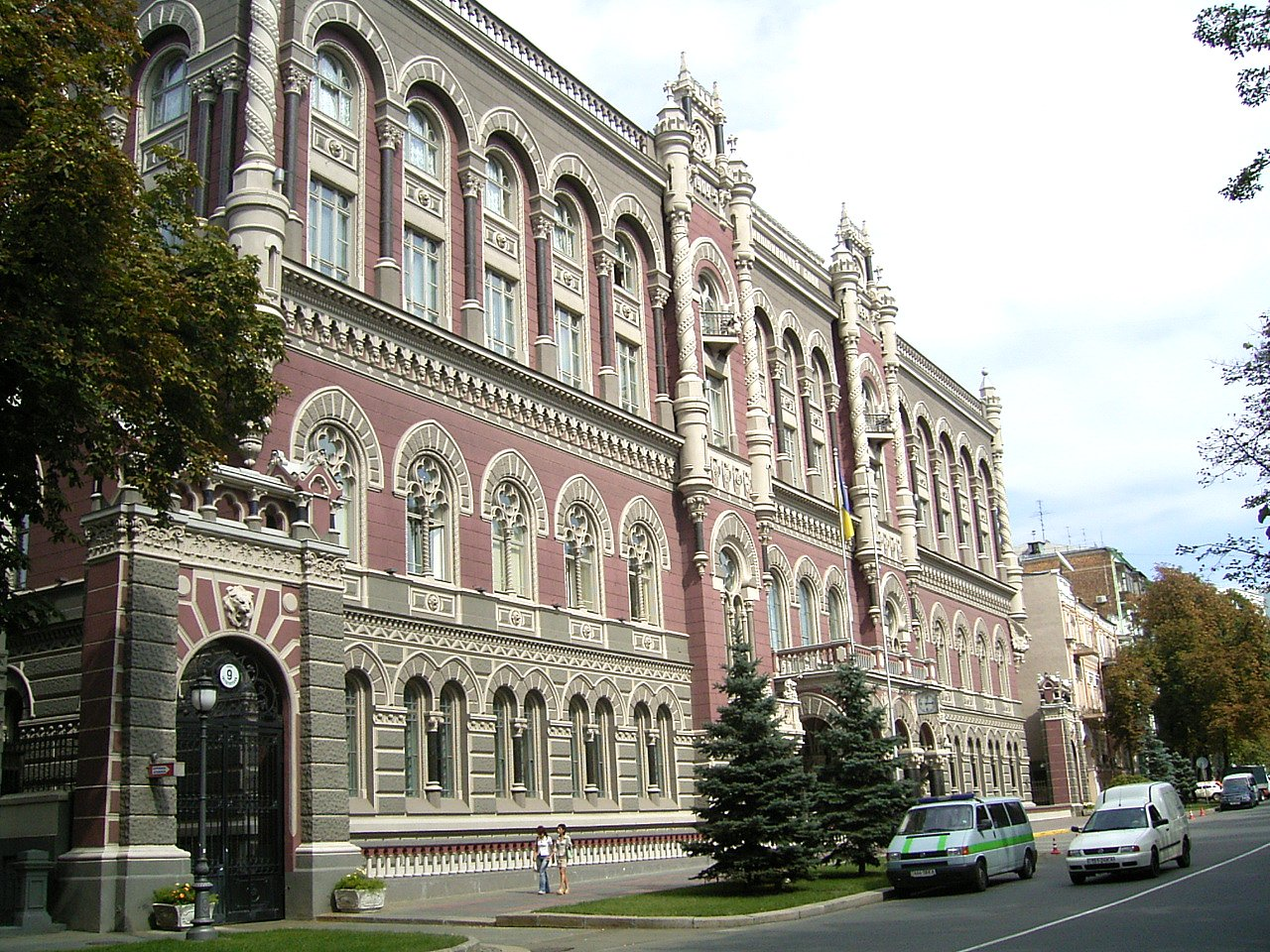
Будівля Національного банку України

- Художники: Володимир Таран, Олександр Харук, Сергій Харук.
- Скульптори: Анатолій Дем'яненко, Святослав Іваненко.

## Вартість монети
Ціна монети — 25 гривень була вказана на сайті Національного банку України у 2014 році.
Фактична приблизна вартість монети з роками змінювалася так:
| Рік        | 2011 | 2012 | 2013 | 2014 | 2015 | 2016 | 2017 | 2018 | 2019 | 2020 | 2021 | 2022 | 2023 | 2024 | 2025 |
| ---------- | ---- | ---- | ---- | ---- | ---- | ---- | ---- | ---- | ---- | ---- | ---- | ---- | ---- | ---- | ---- |
| Ціна, грн. | 25   | 25   | 30   | 28   | 35   | 48   | 65   | 75   | 80   | 80   | 85   | 95   | 200  | 300  | 310  |